# Hubal
Hubal este zeul arab preislamic al Cerului și al Lunii, strămoșul tribului din zona Mecca. Era principala divinitate preislamică adorată în templul Kaaba. Închipuit antropomorf (o statuie a sa din piatră are una din mâni modelată în aur), totodată simbolizat însă și de piatra neagră sacră, zidită în peretele Kaabei.
Teoriile mai recente demonstrează că Hubal este zeul islamic pentru că este zeul lunar al Kaabei și că are simbolul lunii, dar cea mai relevantă dovadă este că templul lui Hubal a fost administrat de clanul lui Muhammad.